# توماس إروين
توماس إروين (بالإنجليزية: Thomas Irwin)‏ هو محامي وقاضي وسياسي أمريكي، ولد في 22 فبراير 1785 في فيلادلفيا في الولايات المتحدة، وتوفي في 14 مايو 1870 في بيتسبرغ في الولايات المتحدة. حزبياً، نشط في الحزب الديمقراطي. وقد انتخب عضو مجلس نواب بنسيلفانيا وانتخب عضو مجلس النواب الأمريكي.